# ماورا حسین
ماورا حسین (به انگلیسی: Mawra Hocane) (زاده ۲۸ سپتامبر ۱۹۹۲) بازیگر پاکستانی است.
از کارهای معروف او می‌توان به بازی در فیلم به عشق تو قسم می‌خورم اشاره کرد.